# 仁王护国经
《仁王護國經》，又稱《仁王護國般若波羅蜜經》、《仁王問般若波羅蜜經》、《仁王問般若波羅蜜經》、《仁王般若經》等，是法華宗崇尚的護國三經之一。

## 經題
根據中文名稱，字面回譯成梵文，可能為 Karuṇikarāja(?) Rāṣṭrapāla Prajñāpāramitā sūtra
施恩布德故名為仁，統化自在故稱為王。仁王是能護，國土是所護，由仁王以道治國故也。般若是能護，仁王是所護，以持般若故仁王安隱。王能傳法，則王是能護，般若是所護也。

## 內容
- 序品第一。佛在鷲峰，入大寂靜妙三摩地，毛孔放光，普照十方，菩薩前來集會。
- 觀如來品第二。說護佛果護十地行，波斯匿王言：「觀身實相，觀佛亦然！」佛為之印可。
- 菩薩行品第三。
- 二諦品第四。
- 護國品第五。
- 不思議品第六。
- 奉持品第七。有金剛手菩薩所說咒。
- 囑累品第八。

## 譯本
仁王般若波羅蜜經現存兩種譯本：
- 《仁王般若波羅蜜經》，題鳩摩羅什譯：《出三藏記集》列為失譯經，又梁武帝在大品序稱「唯《仁王般若》具書名部，世既以為疑經，今則置而不論」，《法經錄》列入疑經，至《歷代三寶紀》、《開元釋教錄》稱鳩摩羅什譯[3][4]。
- 《仁王護國般若波羅蜜多經》，不空於765年 (唐代宗永泰元年)譯：唐代宗為新譯本作《大唐新翻護國仁王般若經序》。[5]與前譯之內容基本相同，僅文字略異[6]。

## 註解
先後有吉藏、圓測、善月、良贲等作疏。另有不空譯《仁王般若念誦法》、《仁王護國般若波羅蜜多經陀羅尼念誦儀》，介紹念誦儀軌。現代著作有釋圓瑛，《仁王護國經講義》等。

## 學術研究
副島正光在《般若經典的基礎研究》中認為《仁王般若經》為中國撰述。近代學者大多懷疑羅什並未譯出此經，唐譯本內容也與前譯本相差不大，僅字句有些差異，認為不空的譯本只是補以前所譯之不足，並未有梵本根據。八部般若中沒有《仁王般若經》，又窥基撰《瑜伽师地论略纂》(卷十)，述玄奘说，谓西方未闻有此经本，代表了本經可能從未有梵本存在。另外，望月信亨的《佛教經典成立史論》指出《仁王般若經》的序品將《大品》和《光讚》並舉，合為四部般若，不但表明此經晚出，也表明編集者不知般若部類的全體內容。
楊維中認為玄奘未聞經本，可能是抄寫經本很少而沒有流傳，他又認為玄奘受高昌王之請講《仁王般若經》，代表該經當時在西域頗為流行，所以不會有漢地撰述的可能。他也相信經錄「詳覽晉經，校於梵本」的記載，又以參與翻譯人數眾多，認為確實有梵本存在。
《仁王般若波羅蜜經》現存最早寫本出自敦煌遺書。北魏東陽王元榮（梁武帝同時代人），於永安三年（530）到永熙二年（533）請人抄寫大量佛經，共十餘部，其中包括了《仁王般若經》。根據這份永安三年（530）的題記，他敬造仁王般若經三百部，一百部供養梵天王，一百部供養帝釋天王，一百部供養毗沙門天王。